# 徳森圭輔
徳森 圭輔（とくもり けいすけ、1983年9月18日-)は、日本の男性声優。フリーランス、業務提携でユンカース・エージェンシー預かりとなっている。以前はオフィス薫に預かり所属していた。東京都出身。血液型はO型。映像テクノアカデミア卒業。特技は空手。空手2段。全国重量級組手3位、東アジア重量級組手2位。

## 出演
太字はメインキャラクター。

### テレビアニメ
2014年
- 普通の女子校生が【ろこどる】やってみた。

2015年
- ルパン三世 PART IV（黒服C）

2018年
- 剣王朝（チンピラB、町人、謝家の下人A、獄卒、町人A）
- グラゼニ（記者）

2019年
- 警視庁 特務部 特殊凶悪犯対策室 第七課 -トクナナ-（刑事A、医者）
- アフリカのサラリーマン（ウサギのスタッフ）

2020年
- はてな☆イリュージョン（企業グループ会長）

2021年
- 闘神機ジーズフレーム（アトラハーシス クルー、機関員）

2022年
- 錆色のアーマ-黎明-（兵士B、近衛兵、仮面の中将、コンキスタドール兵、野盗たち）

2023年
- おとなりに銀河（島民）

2024年
- 0歳児スタートダッシュ物語（2024年 - 2025年、ロバート・フォン・ルクセル、キャロル家執事、キャロル家家老執事） - 2シリーズ

2025年
- ユア・フォルマ（信奉者、鑑識官）

### ゲーム
2017年
- 蝶々事件ラブソディック

2018年
- ネオ アンジェリーク 天使の涙
- 天涯ニ舞ウ、粋ナ花
- アプリ ファイブキングダム
- ピオフィオーレの晩鐘

2022年
- Dusk Diver 2 崑崙靈動（孟章）

### ドラマCD
- 簡易的パーバートロマンス2（数学教師）
- 「ピオフィオーレの晩鐘 ドラマCD ～Mascherata di mezzanotte～」

### 吹き替え
2011年
- グッド・ワイフ シーズン2

2013年
- ウォールストリートダウン

2014年
- クリミナル・マインド FBI行動分析課 シーズン9 #15

2015年
- プロジェクトMC2 #1-#3
- チェルシーハンドラー
- アデライン　100年目の恋

2018年
- Clash-A-Rama クラクラアニメシーズン3（ホグ、他）
- Clash-A-Rama クラクラアニメシーズン2（ホグ、他）
- 凹凸世界第一期日本語ver（ダニエル））
- GOOD TIME（ダッシュ）　
- チェーン（ティム）
- 2バッドガイズ（コナー）　　
- ショウダウン-不死身の弾丸-（ウェルズ）
- ReLOAD（バーナード）

2019年
- 国を売る人（デヴィッド））
- 皆殺しの掟（ビッグス）
- アラジン
- 凹凸世界（ダニエル）
- ロング・ウェイ・ノース 地球のてっぺん（ルンド）
- 宇宙戦争（神父））
- 都市と都市（ゴース）

2022年
- ミューン 月の守護者の伝説（ヘビ1）

### シリーズ一覧
1. ↑  シーズン1（2024年）、シーズン2（2025年）